# Gavelsbjer
Gavelsbjer är ett naturreservat i Vellinge kommun i Skåne län.
Området är naturskyddat sedan 1956 och är 4 hektar stort. Reservatet består moränkullen med detta namn som bildades för att förhindra att den skulle användas som grustäkt.